# Chicozapote 2da. Sección
Chicozapote 2da. Sección är en ort i Mexiko.   Den ligger i kommunen Centla och delstaten Tabasco, i den sydöstra delen av landet, 700 km öster om huvudstaden Mexico City. Chicozapote 2da. Sección ligger 4 meter över havet och antalet invånare är 455.
Terrängen runt Chicozapote 2da. Sección är mycket platt. Runt Chicozapote 2da. Sección är det ganska glesbefolkat, med 32 invånare per kvadratkilometer. Närmaste större samhälle är Ignacio Allende, 3,1 km väster om Chicozapote 2da. Sección. Trakten runt Chicozapote 2da. Sección består till största delen av jordbruksmark.